# Pałecznica (przystanek kolejowy)
Pałecznica – kolejowy przystanek osobowy we wsi Pałecznica, w powiecie lubartowskim, w województwie lubelskim, położony w km 75,260 na linii kolejowej nr 30.

## Historia
W ramach rewitalizacji linii kolejowej nr 30 wybudowany jako dodatkowy przystanek dla pociągów PolRegio na trasie Łuków – Lublin.
Od 11 grudnia 2022 roku przystanek na żądanie.

## Ruch pasażerski
Przystanek znajduje się w odległości 1,1 km od centrum Pałecznicy i 700 m od Pałecznicy-Kolonia. 
Od grudnia 2024 roku codziennie zatrzymywało się tutaj 7 par pociągów regionalnych Polregio (5 w weekendy) zapewniających dojazd do Łukowa, Radzynia Podlaskiego, Parczewa oraz Lubartowa i Lublina.
Dobowa wymiana pasażerska oraz miejsce w rankingu ogólnopolskim:
| Rok  | Ilość pasażerów | Miejsce w Polsce |
| ---- | --------------- | ---------------- |
| 2017 | 0-9             | 2123             |
| 2018 | 0-9             | 2125             |
| 2019 | 0-9             | 2184             |
| 2020 | 0-9             | 2161             |
| 2021 | 0-9             | 2365             |
| 2022 | 0-9             | 2336             |
| 2023 | 10-19           | 2349             |
| 2024 |                 |                  |

## Galeria

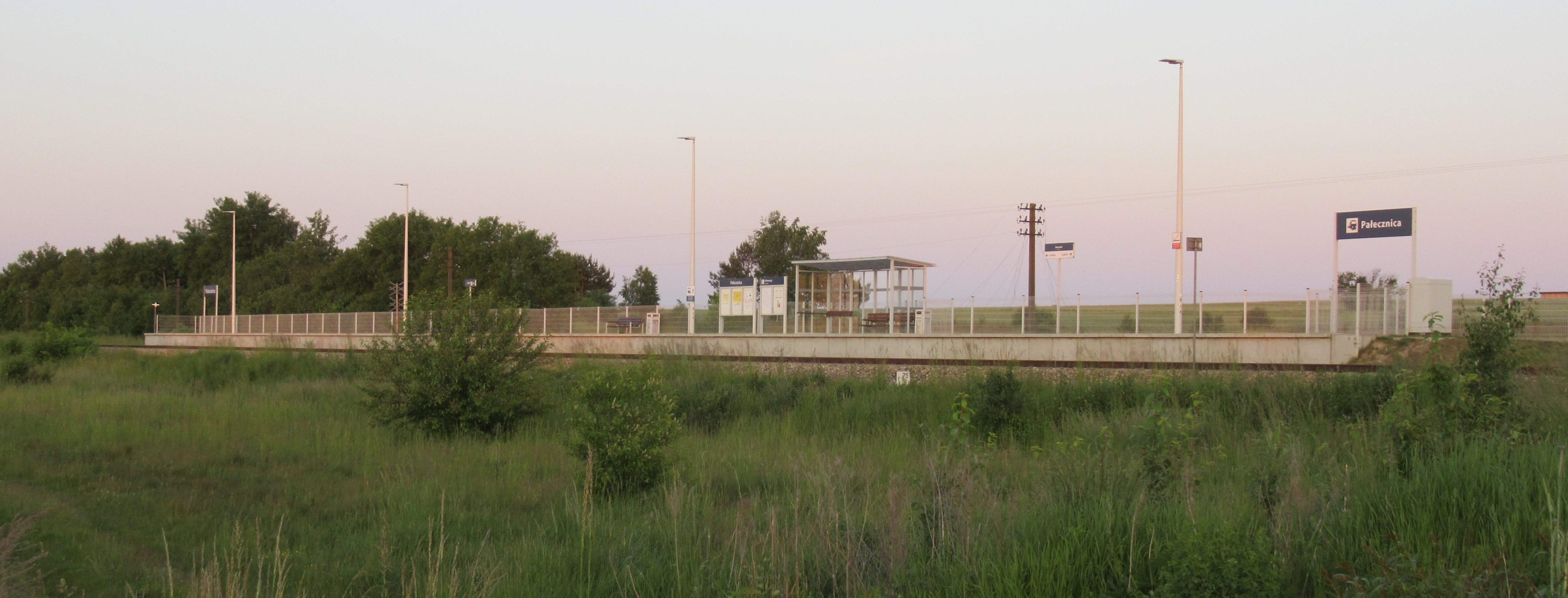
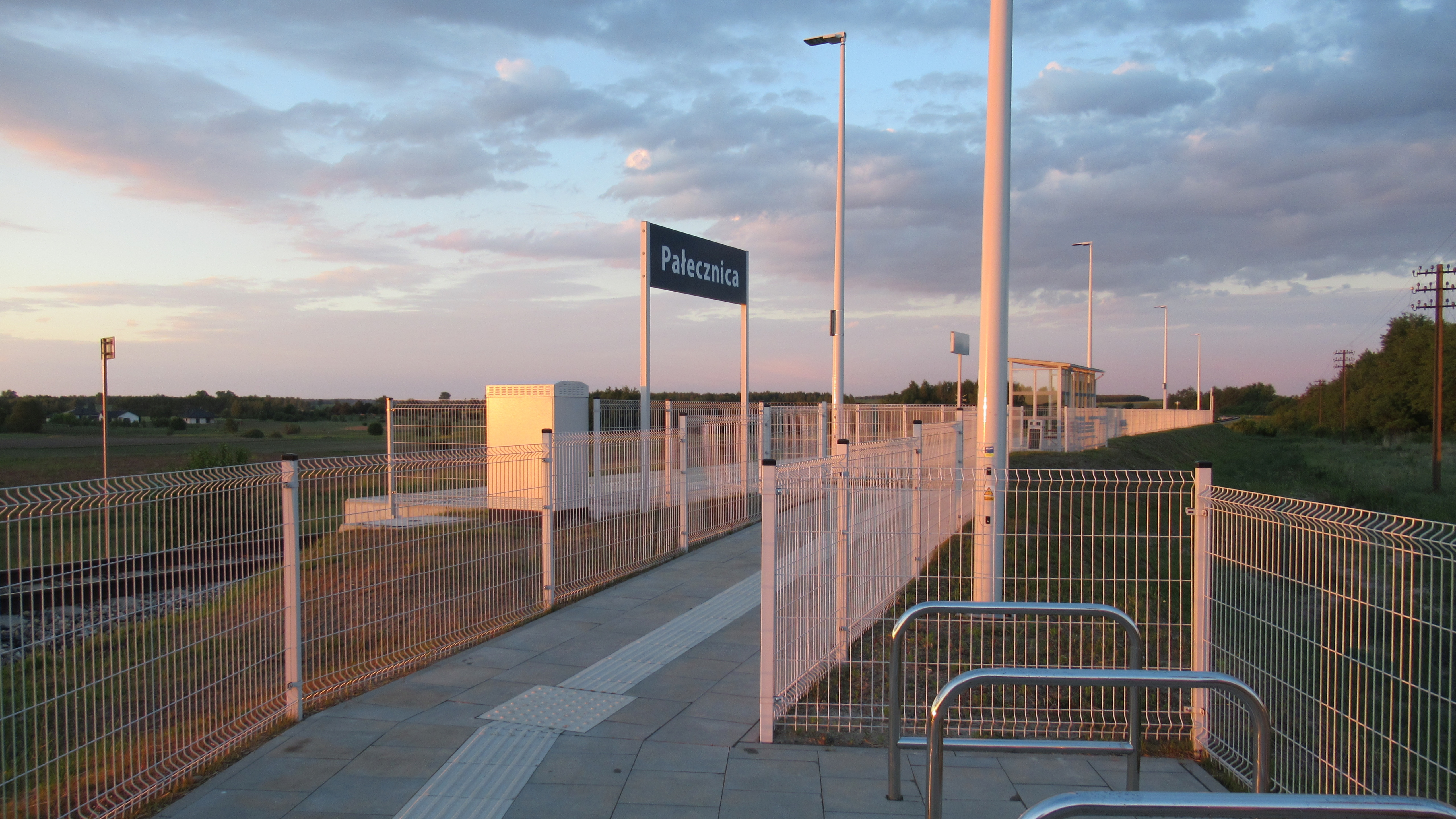
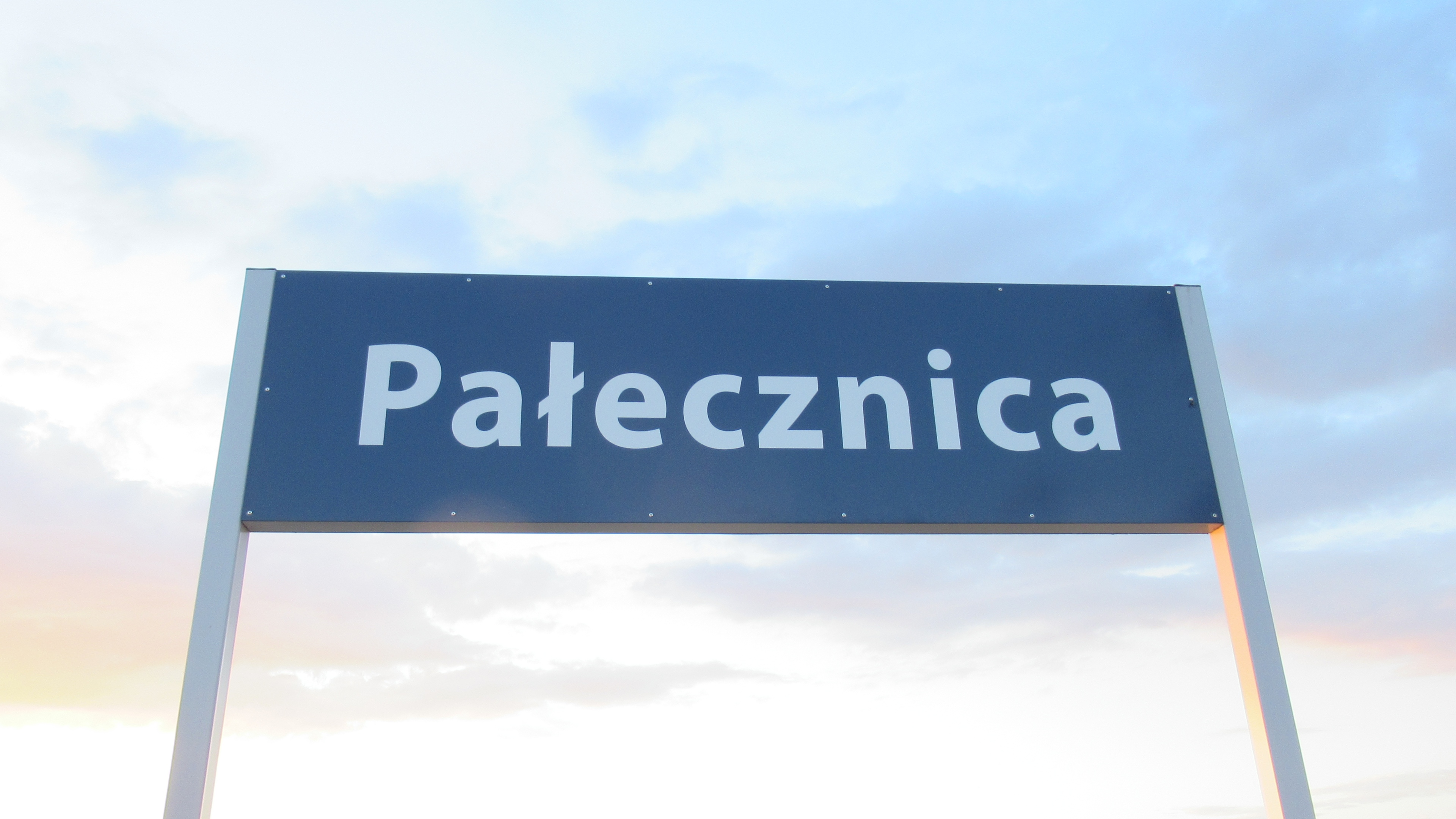